# Бенгалско възраждане
Бенгалското възраждане се отнася до социално реформистко движение през 19 и началото на 20 век в региона Бенгал в Индия по време на периода на британско управление. Може да се каже, че бенгалското възраждане започва с раджа Рам Мохан Рой (1775–1833) и приключва с Рабиндранат Тагор (1861–1941), въпреки че и след това има изявени фигури, въплъщаващи конкретни аспекти на интелектуалната и творческа дейност. Бенгал през 19 век е уникална смесица от религиозни и социални реформатори, литературни гиганти, журналисти, патриотични оратори и учени, всички сливайки се, за да оформят образа на възраждането и да обозначат прехода от средновековие към модерност.